# Padalski polk (Združeno kraljestvo)
Padalski polk (angleško The Parachute Regiment) je britanski elitni padalski polk z vzdevkom Red Devils (rdeči hudiči).

## Organizacija
Organizacija med drugo svetovno vojno
Polk je bil ustanovljen 1. avgusta 1942 z združitvijo padalskih bataljonov, ki do tedaj niso pripadali nobeni padalski brigadi.
Trenutna organizacija

## Bojno udejstvovanje
- Operacija Market-Garden (Nizozemska, 1944)
- Falklandska vojna (Falklandski otoki, 1982)